# Neoproterozoïcum
| Eon                                            | Era                | Periode      | Ouderdom Ma |
| ---------------------------------------------- | ------------------ | ------------ | ----------- |
| Fanerozoïcum                                   | Paleozoïcum        | Cambrium     | later       |
| Proterozoïcum                                  | Neoproterozoïcum   | Ediacarium   | 635 - 541   |
| Proterozoïcum                                  | Neoproterozoïcum   | Cryogenium   | 720 - 635   |
| Proterozoïcum                                  | Neoproterozoïcum   | Tonium       | 1000 - 720  |
| Proterozoïcum                                  | Mesoproterozoïcum  | Stenium      | 1200 - 1000 |
| Proterozoïcum                                  | Mesoproterozoïcum  | Ectasium     | 1400 - 1200 |
| Proterozoïcum                                  | Mesoproterozoïcum  | Calymmium    | 1600 - 1400 |
| Proterozoïcum                                  | Paleoproterozoïcum | Statherium   | 1800 - 1600 |
| Proterozoïcum                                  | Paleoproterozoïcum | Orosirium    | 2050 - 1800 |
| Proterozoïcum                                  | Paleoproterozoïcum | Rhyacium     | 2300 - 2050 |
| Proterozoïcum                                  | Paleoproterozoïcum | Siderium     | 2500 - 2300 |
| Archeïcum                                      | Neoarcheïcum       | Neoarcheïcum | vroeger     |
| Indeling van het Proterozoïcum volgens de ICS. |                    |              |             |

Het geologisch tijdperk Neoproterozoïcum is de laatste era van het eon Proterozoïcum. Het Neoproterozoïcum duurde van 1000 - 541 Ma. Het werd voorafgegaan door het Mesoproterozoïcum en na/op het Neoproterozoïcum komt het Paleozoïsche Cambrium.

## Paleogeografie, flora en fauna
- 750 Ma; het supercontinent Rodinia splitste zich en opende zich de Panthalassa. Noord-Rodinia, bestaande uit de kratons Antarctica, Australië, India, Arabië, Noord-China en Zuid-China schoof over de toenmalige Noordpool. In deze tijd waren er drie continenten: Noord-Rodinia, Zuid-Rodinia en het Congokraton.

- 710 Ma; de Sturtian wereldijstijd.

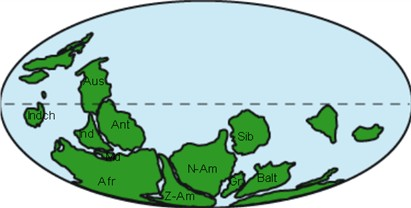
Het supercontinent Pannotia, Bron: NASA

- 635 Ma; de Varanger of Marinoan wereldijstijd.

- 635 - 541 Ma; het Ediacarium. In deze laatste fase van het Neoprotozoïcum werden de eerste fauna's van meercellige dieren (metazoa) aangetroffen. Een mogelijke verklaring voor deze plotselinge ontwikkeling van de meeste moderne metazoa phyla, is de Sneeuwbal Aarde-theorie.

- 610 - 600 Ma; de Twitya-fossielen van het MacKenziegebergte, waarschijnlijk Cnidaria, (kwallen).

- 600 - 540 Ma; het supercontinent Pannotia, het ontstond als gevolg van de Panafrikaanse orogenese, doordat het Congo kraton ingeklemd werd door beide delen van Rodinia. Pannotia omvat de meeste kratons maar in een andere configuratie dan Rodinia. Het begon al vrij snel weer uit elkaar te vallen. Hierbij ontstonden Laurazië (Noord-Amerika minus Florida, Newfoundland enz.), Baltica (Scandinavië; en Rusland tot de Oeral) en Siberië bewogen naar het noorden en de Iapetusoceaan ontstond.

- 575 - 541 Ma; de Ediacarische biota

- 541 Ma; begin van het Cambrium

### Fauna tijdens het Neoproterozoïcum
- De Ediacara-fauna
- Kimberella
- Vernanimalcula